# A Hill-ház szelleme (televíziós sorozat)
A Hill-ház szelleme (eredeti cím: The Haunting of Hill House) 2018-as amerikai televíziós természetfeletti horror-drámasorozat, melyet Mike Flanagan alkotott meg és rendezett a Netflix számára. A sorozat Shirley Jackson a Hill House szelleme című, 1959-es regénye alapján készült, gyártója a Amblin Television és a Paramount Television. 
2018. október 12-én jelent meg a Netflixen. A Hill-ház szelleme kritikai elismerést szerzett, különösképpen a színészi alakítások, a rendezés és produkció színvonala miatt, többen „hatékony szellemtörténetnek” hívták. A második évad 2020-ban jelent meg, új történettel és új szereplőkkel, A Bly-udvarház szelleme címmel. Ez az 1898-as Henry James által írt A csavar fordul egyet című regényen alapszik.
Magyarországon a sorozat 2019. február 10-én jelent meg felirattal, majd 2019. augusztus 30-án magyar szinkronnal.

## Szereplők
| Szereplő              | Színész                        | Magyar hang                      |
| --------------------- | ------------------------------ | -------------------------------- |
| Steven Crain          | Michiel Huisman (felnőtt)      | Simon Kornél (felnőtt)           |
| Steven Crain          | Paxton Singleton (gyerek)      | Sándor Barnabás (gyerek)         |
| Olivia Crain          | Carla Gugino                   | Pikali Gerda                     |
| Hugh Crain            | Henry Thomas (fiatalabb)       | Stohl András                     |
| Hugh Crain            | Timothy Hutton (idősebb)       | Stohl András                     |
| Shirley Crain Harris  | Elizabeth Reaser (felnőtt)     | Németh Borbála (felnőtt)         |
| Shirley Crain Harris  | Lulu Wilson (gyerek)           | Bartus Emese (gyerek)            |
| Luke Crain            | Oliver Jackson-Cohen (felnőtt) | Horváth Illés (felnőtt)          |
| Luke Crain            | Julian Hilliard (gyerek)       | Mayer Marcell (gyerek)           |
| Theodora "Theo" Crain | Kate Siegel (felnőtt)          | Solecki Janka (felnőtt)          |
| Theodora "Theo" Crain | Mckenna Grace (gyerek)         | Kobela Kíra (gyerek)             |
| Eleanor "Nell" Crain  | Victoria Pedretti (felnőtt)    | Eke Angéla (felnőtt)             |
| Eleanor "Nell" Crain  | Violet McGraw (gyerek)         | Dolmány-Bogdányi Korina (gyerek) |

A szinkront a Mafilm Audio Kft. készítette.

## Epizódok
| #   | Cím                                           | Rendező       | Író                           | Premier                               |
| --- | --------------------------------------------- | ------------- | ----------------------------- | ------------------------------------- |
| 1.  | Steven szellemet lát (Steven Sees a Ghost)    | Mike Flanagan | Tévéjáték: Mike Flanagan      | 2018. október 12. 2019. augusztus 30. |
| 2.  | A nyitott koporsó (Open Casket)               | Mike Flanagan | Mike Flanagan                 | 2018. október 12. 2019. augusztus 30. |
| 3.  | Érintés (Touch)                               | Mike Flanagan | Liz Phang                     | 2018. október 12. 2019. augusztus 30. |
| 4.  | Ikerdolog (The Twin Thing)                    | Mike Flanagan | Scott Kosar                   | 2018. október 12. 2019. augusztus 30. |
| 5.  | A ferdenyakú néni (The Bent-Neck Lady)        | Mike Flanagan | Meredith Averill              | 2018. október 12. 2019. augusztus 30. |
| 6.  | Két vihar (Two Storms)                        | Mike Flanagan | Mike Flanagan & Jeff Howard   | 2018. október 12. 2019. augusztus 30. |
| 7.  | Gyászbeszédek (Eulogy)                        | Mike Flanagan | Charise Castro Smith          | 2018. október 12. 2019. augusztus 30. |
| 8.  | Tanújelek (Witness Marks)                     | Mike Flanagan | Jeff Howard & Rebecca Klingel | 2018. október 12. 2019. augusztus 30. |
| 9.  | Sikitófrász (Screaming Meemies)               | Mike Flanagan | Meredith Averill              | 2018. október 12. 2019. augusztus 30. |
| 10. | Állhatatos csend honol (Silence Lay Steadily) | Mike Flanagan | Mike Flanagan                 | 2018. október 12. 2019. augusztus 30. |